# 駕駛學習暨考試中心 (巴士站)
駕駛學習暨考試中心（葡萄牙語：Centro de Aprendizagem e Exames de Condução）位於路氹城的一個巴士站。澳巴35、50B路線途經本站。

## 歷史
- 2011年12月27日，為配合新的駕駛學習暨考試中心即將投入使用，50X路線開設，以本站為總站；35路線新增停靠本站，以回應學車及考車人士前往新駕考中心之交通需要。[1]

- 2020年3月12日，50B路線改為循環線，以本站為循環點。

## 路線資料
| 澳巴 | 35  | 蘇利安圓形地 | ↺ 澳門協和醫院 輕軌協和醫院站 | - 機場大馬路（輕軌車廠） - 上葡京及葡京人 - 蓮花路（路環發電廠） |
| 澳巴 | 50B | ↺ 駕考中心   | 城市日前地                    | - 上葡京 - 永利皇宮（ 輕軌路氹東站） - 新濠天地 - 氹仔嘉樂庇馬路（龍環葡韻信虹花園） - 氹仔市區（百利寶花園、氹仔CTM） - 史伯泰（麗景灣酒店） - 蘇利安圓形地（小潭山觀景台） - 亞馬喇前地 - 皇朝（凱旋門、永利、美高梅） |

## 外部連結
- 澳巴官方網站 （繁體中文） （页面存档备份，存于）